# Холерик

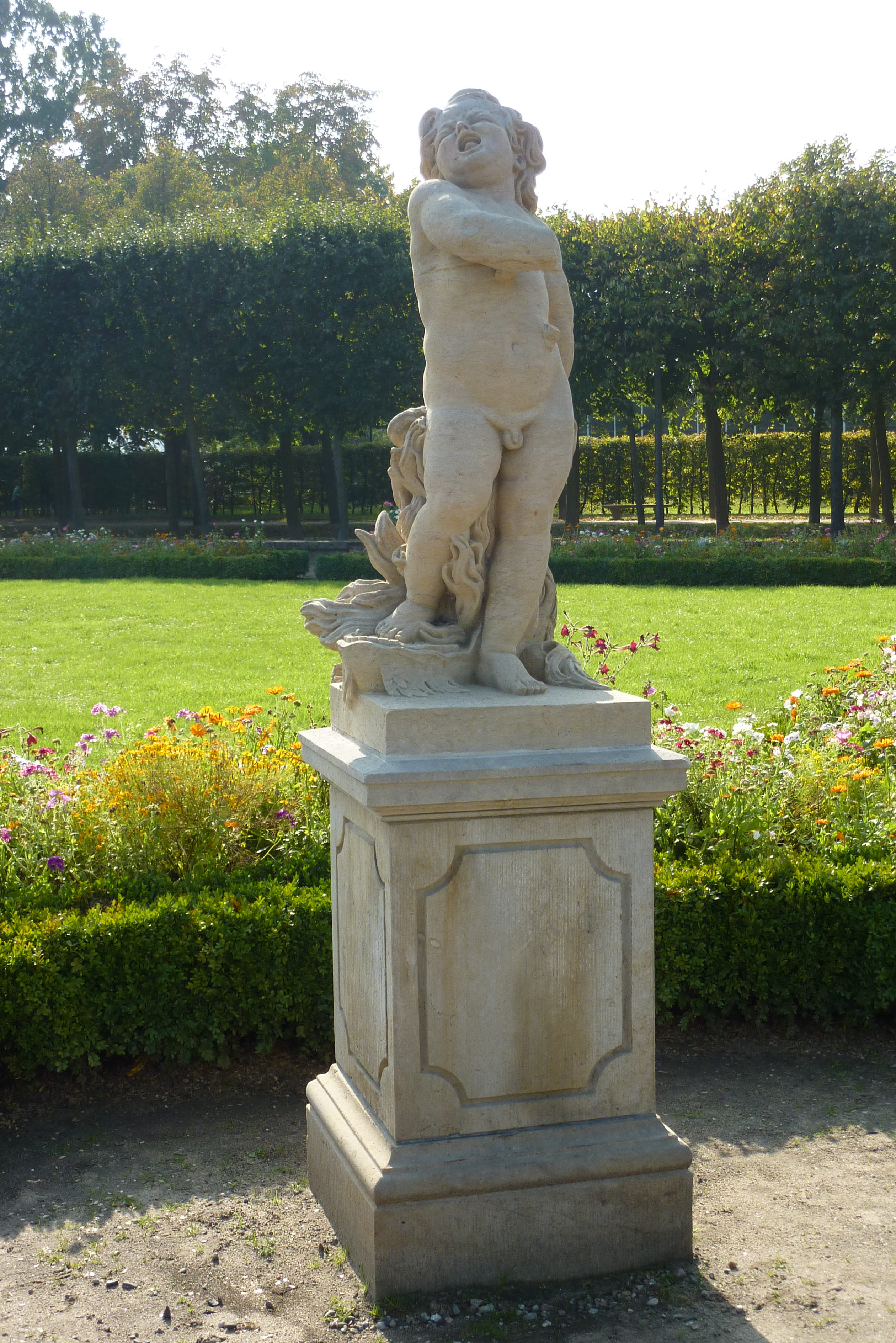
Скульптура «Холерик» Иоганна Готфрида Кнёффлера (1715—1779)

Холе́рик (греч. χολή [холе] «желчь») — один из четырёх типов темперамента в классификации Гиппократа. Человека холерического темперамента можно охарактеризовать как быстрого, порывистого, способного отдаваться делу со страстностью, преодолевать значительные трудности, но, в то же время, неуравновешенного, склонного к бурным эмоциональным вспышкам и резким сменам настроения. Данный темперамент характеризуется сильными, быстро возникающими чувствами, ярко отражающимися в речи, жестах и мимике. Среди выдающихся деятелей культуры и искусства прошлого, видных общественных и политических деятелей к холерикам можно отнести Петра I, Пушкина (в других источниках сангвиник), Суворова, Менделеева и Листа.
Холерик — это субъект, обладающий одним из четырёх основных типов темперамента, характеризующийся высоким уровнем психической активности, энергичностью действий, резкостью, стремительностью, силой движений, их быстрым темпом, порывистостью. Холерик вспыльчив, нетерпелив, подвержен эмоциональным срывам, часто бывает агрессивным.
Иван Петрович Павлов относил холерика к сильному неуравновешенному типу. При отсутствии надлежащего воспитания недостаточная эмоциональная уравновешенность может привести к неспособности контролировать свои эмоции в трудных жизненных обстоятельствах.

## Критика
Член Комиссии РАН по борьбе с лженаукой Александр Юрьевич Панчин считает, что любые типологии, не основанные на научных исследованиях, являются псевдонаучными. В частности, он называет псевдонаучными четыре типа темперамента в классификации Гиппократа.
Психолог Павел Зыгмантович считает, что согласно современным представлениям социальной психологии, любые типологии личности и типологии темпераментов, включая биологические, как у Ивана Петровича Павлова, являются устаревшими и не подтверждаются современными исследованиями. Кроме того, они не могут предсказывать поведение людей. Также исследования показывают, что черты личности человека могут меняться в течение жизни.